# Rinaldo Nocentini
Rinaldo Nocentini (født 25. september 1977) er en italiensk tidligere professionel cykelrytter.